# إدوارد ريتشارد
إدوارد ريتشارد هو مؤرخ وسياسي كندي، ولد في 14 مارس 1844 في برينسفيل في كندا، وتوفي في 27 مارس 1904 في كندا. حزبياً، نشط في الحزب الليبرالي الكندي. وقد انتخب عضو مجلس العموم الكندي.